# 内陣
内陣（ないじん）は、
1. 寺院の本堂内部において本尊を、神社の本殿内部において神体を安置する場所。外陣（げじん）と対置される。
2. 上の語をキリスト教の教会建築におけるbema, chancelの訳語として用いたもの。

## 寺院建築における内陣

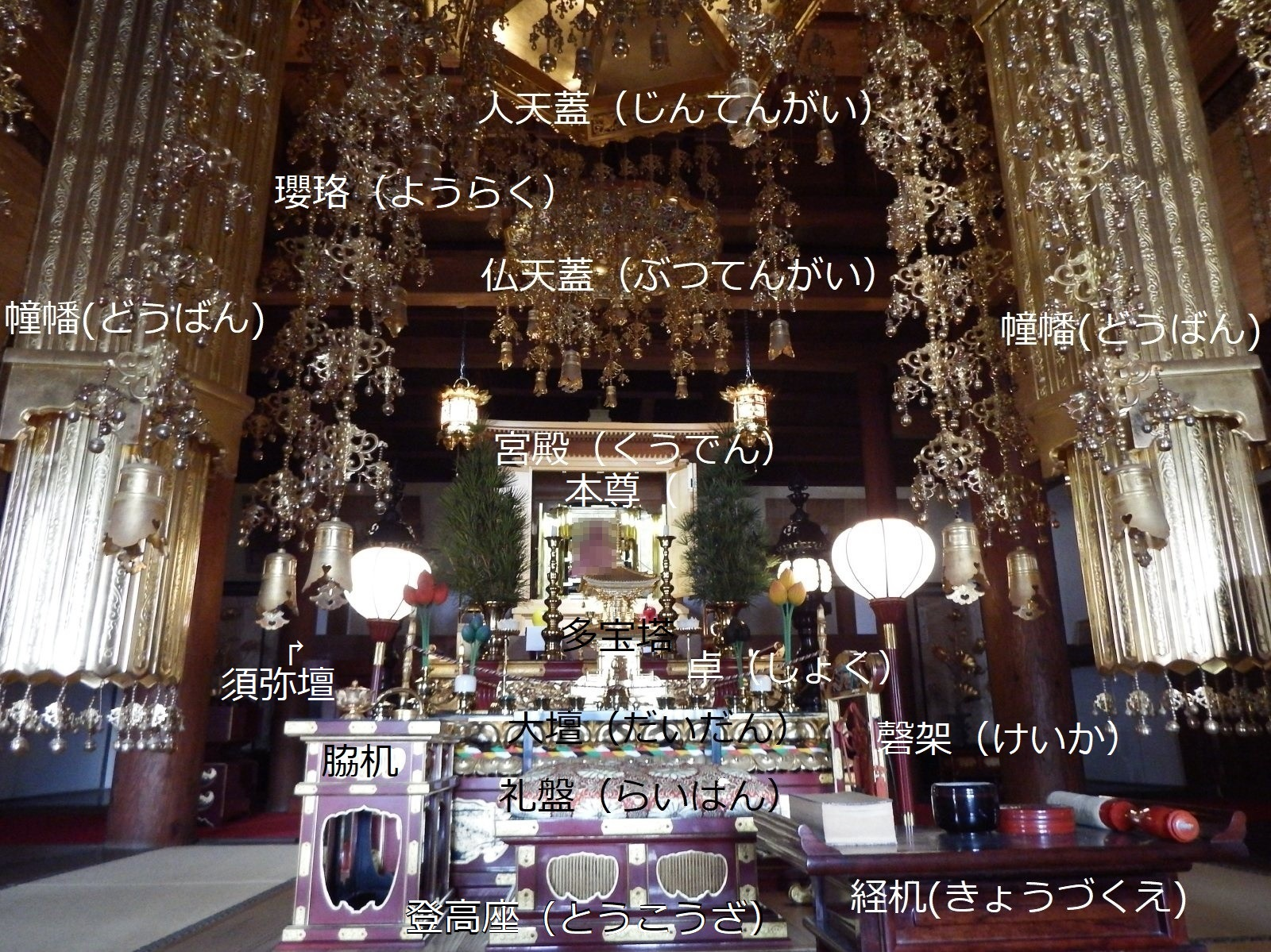
仏教寺院の内陣の例

宗派や用法にて様々であるが、高野山真言宗を例にして示す。

## 教会建築における内陣

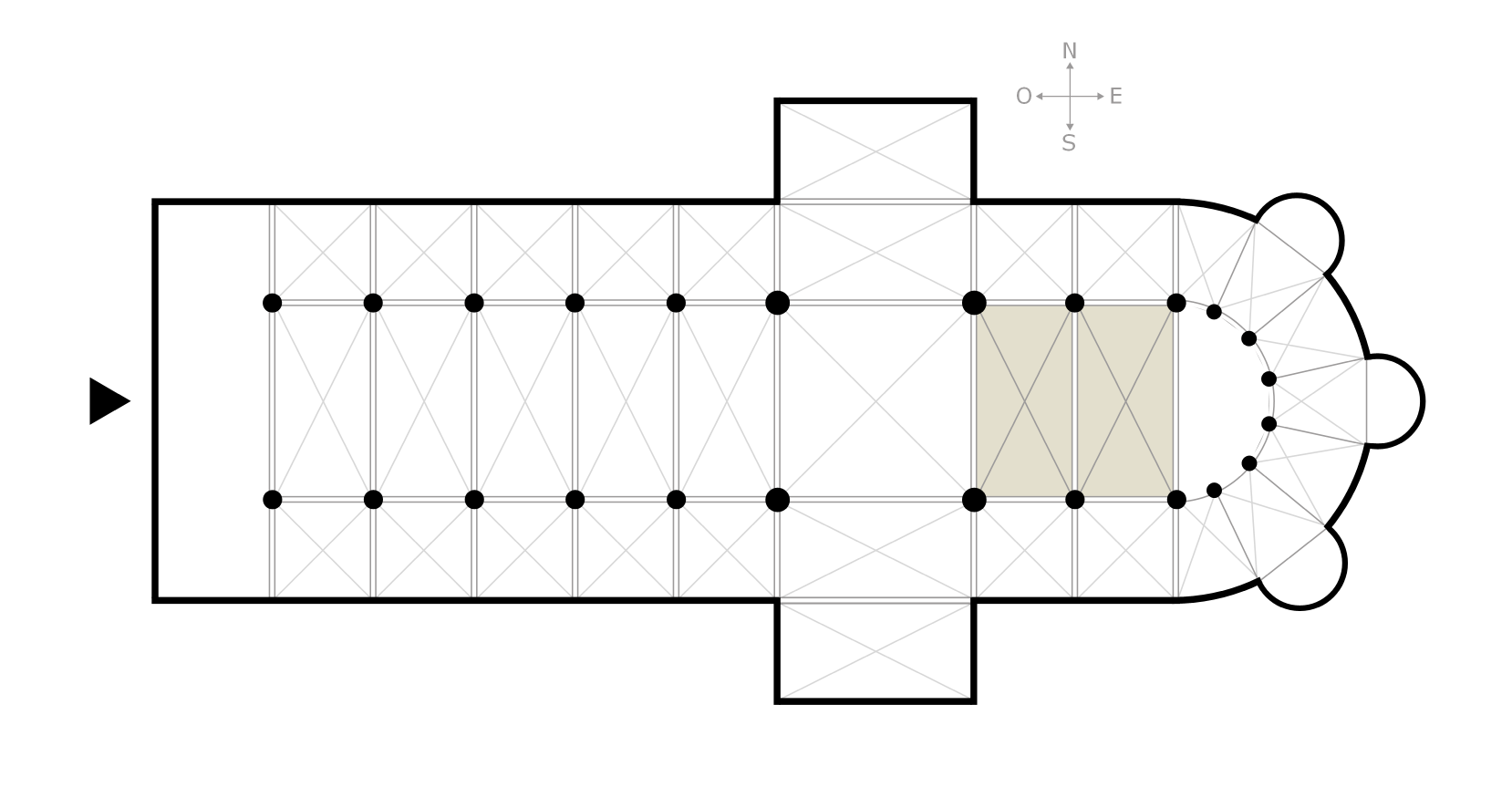

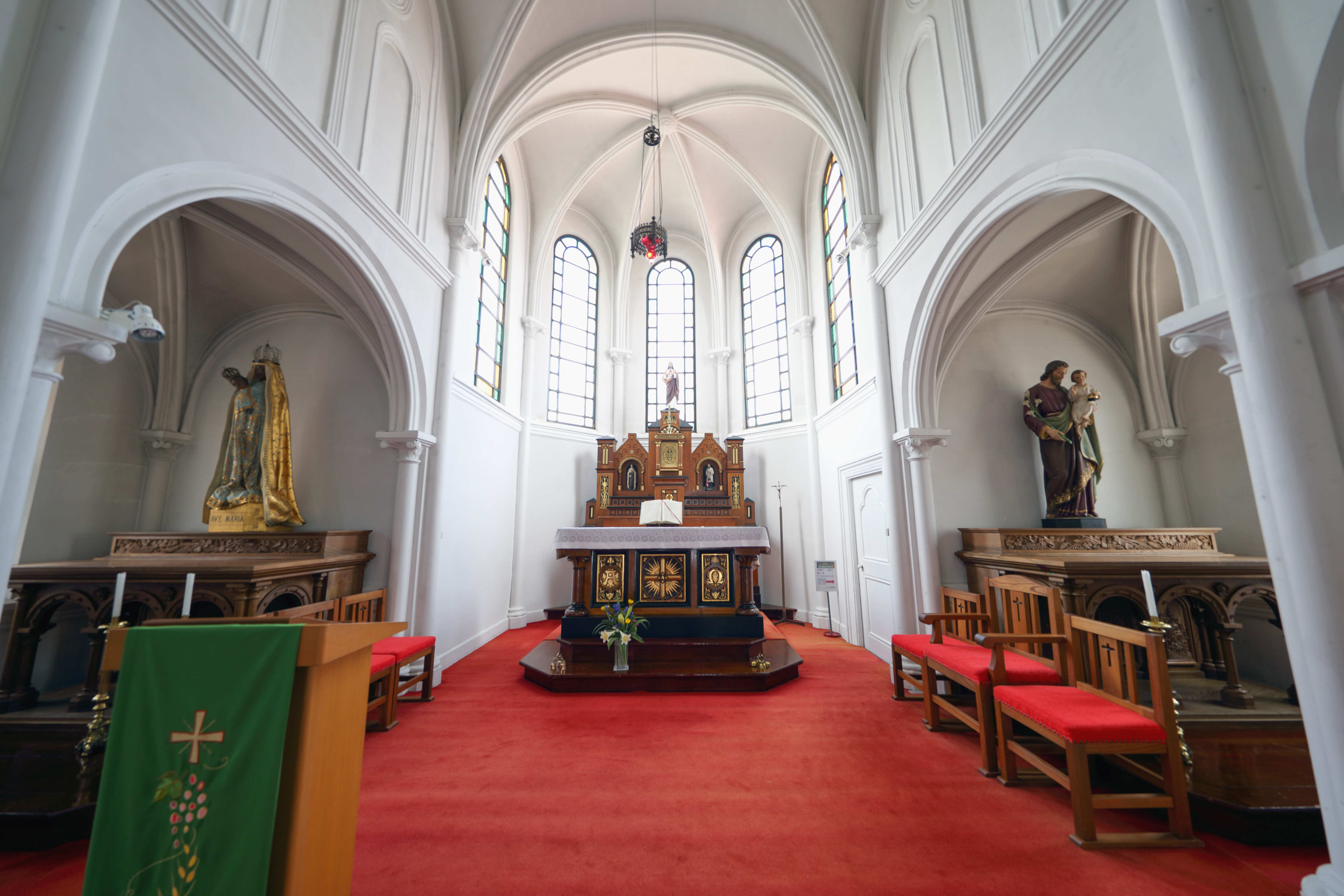
山形県鶴岡市にある鶴岡カトリック教会天主堂の内陣

教会建築における内陣（ギリシア語bema, chancel）は、身廊の東端部に設られ、イコノスタシスやテンプロンなど、正面仕切りなどで身廊と隔てられた空間。
内陣は、主祭壇を安置するための聖職者専用の空間である。主祭壇のある部分は、特に至聖所と呼ばれる。
ベマ（bema）はギリシア語で説教段や演台を意味し、正教では、主祭壇が置かれ、イコノスタシスで区切られた空間を指す。ユダヤ教ではモーセの五書を朗読するための演壇のことである。
Chancelは、身廊と分けるための仕切りを意味するラテン語カンケルス（cancellus）に由来するもので、より広義に交差部より東の部分全体を意味することもある。初期キリスト教では、アプスにプレステビリが設けられ、これが内陣として機能していたが、西ヨーロッパでは大祭壇をアプスに移し、その前の方形の空間（アンテクワイアまたはクワイア・スクエア）にプレステビリを設けて内陣とした。9世紀になると、プレステビリの前に聖職者聖歌隊席が設けられ、この空間と側廊、周歩廊、祭室も含めて内陣とされる。